# Tropidurus oreadicus
Tropidurus oreadicus är en ödleart som beskrevs av  Rodrigues 1987. Tropidurus oreadicus ingår i släktet Tropidurus och familjen Tropiduridae. Inga underarter finns listade i Catalogue of Life.